# Piotrowice Świdnickie
Piotrowice Świdnickie (deutsch Peterwitz) ist ein Ort in der Gemeinde Jaworzyna Śląska (Königszelt) im Powiat Świdnicki in der Woiwodschaft Niederschlesien in Polen. 

## Geographische Lage
Piotrowice Świdnickie liegt 11 Kilometer nordwestlich der Kreisstadt Świdnica. Nachbarorte sind Łażany (Laasan) und Żarów (Saarau) im Nordwesten, Bożanów (Eckersdorf) und Wierzbna (Würben) im Südosten, Nowice (Neudorf) im Süden, Jaworzyna Śląska (Königszelt) im Südwesten, Czechy (Tschechen) im Westen und Pastuchów (Puschkau) im Nordwesten.

## Geschichte

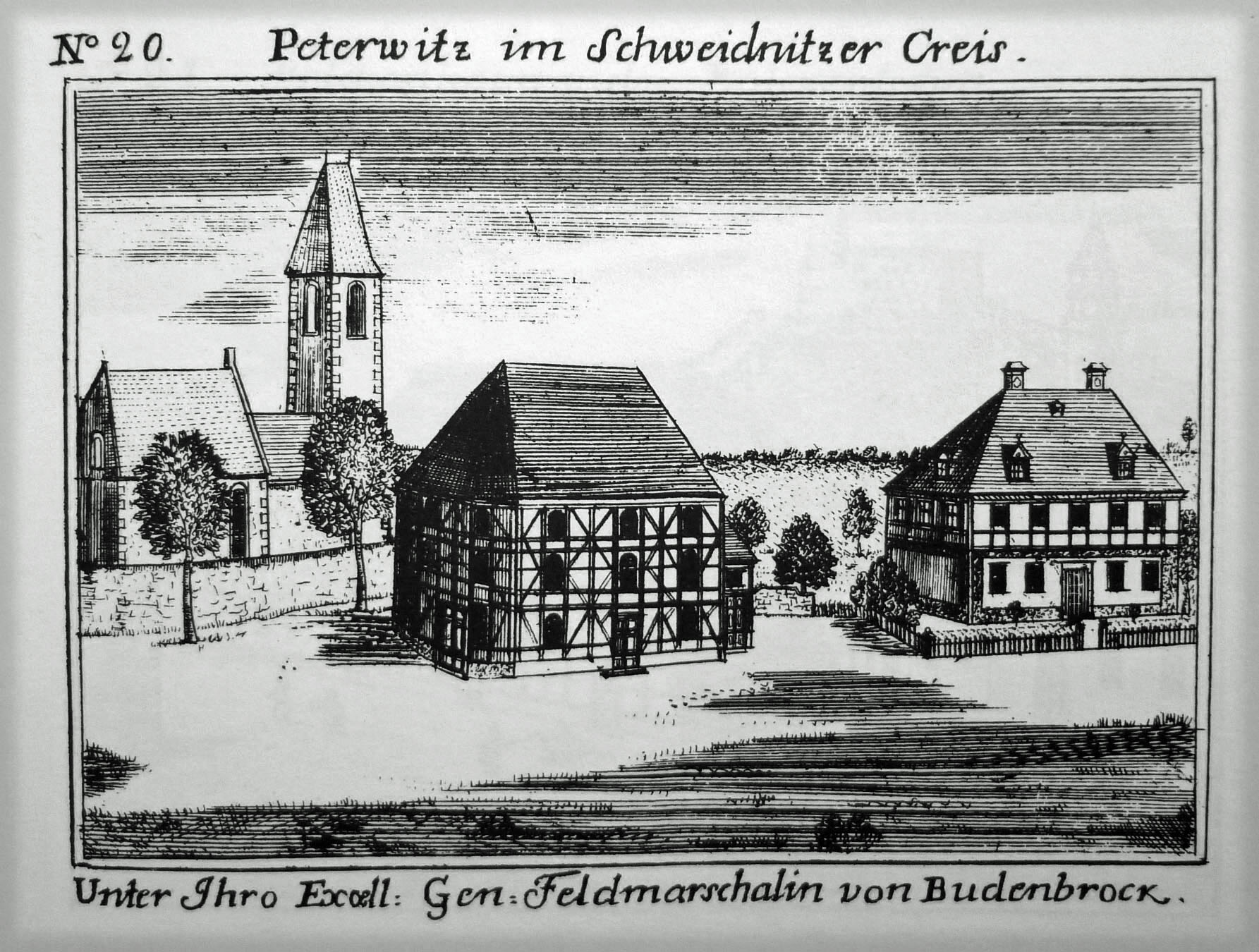
Katholische Kirche (links) und evangelisches Bethaus (rechts) in Peterwitz (18. Jahrhundert)

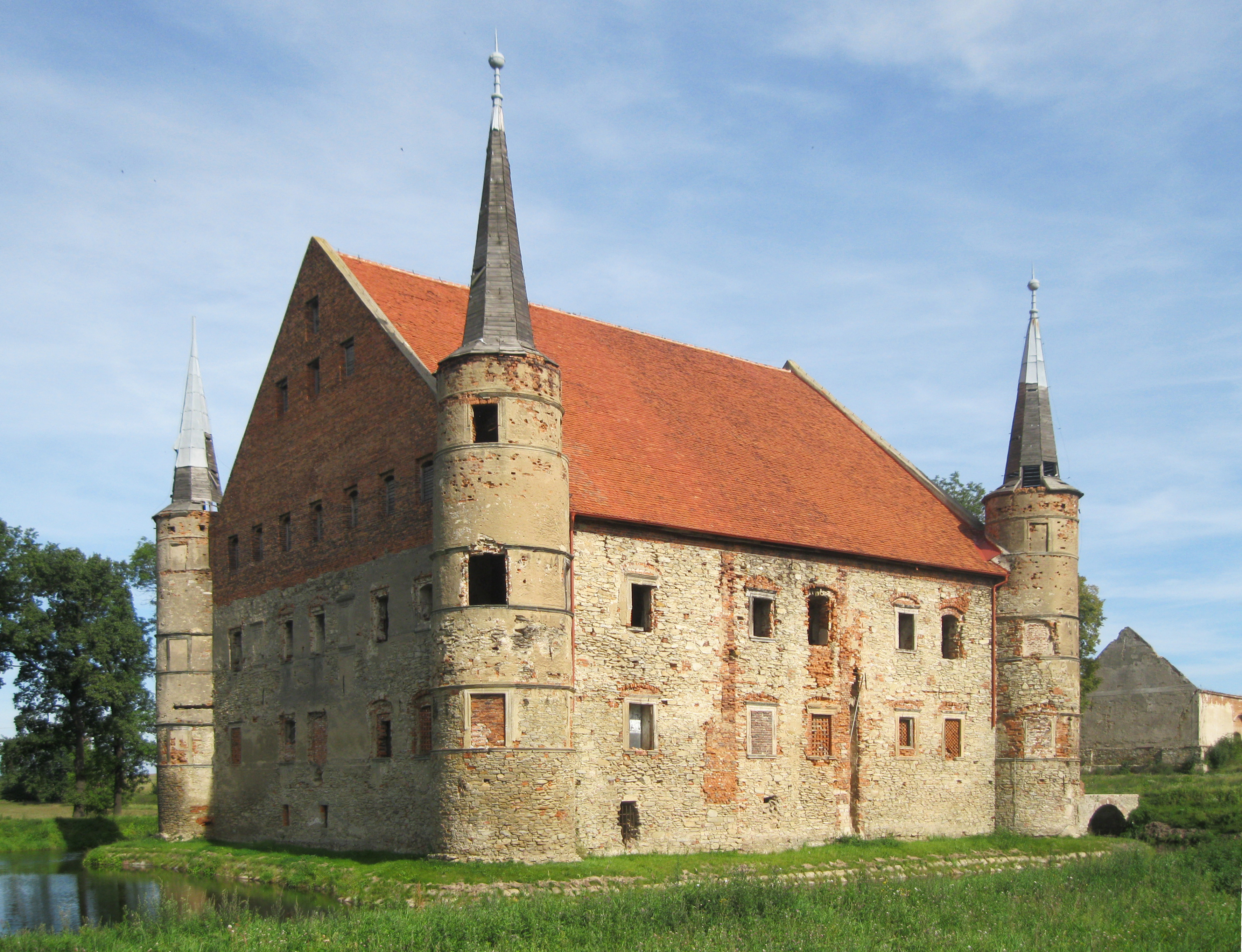
Ruine des Schlosses Peterwitz (2012)

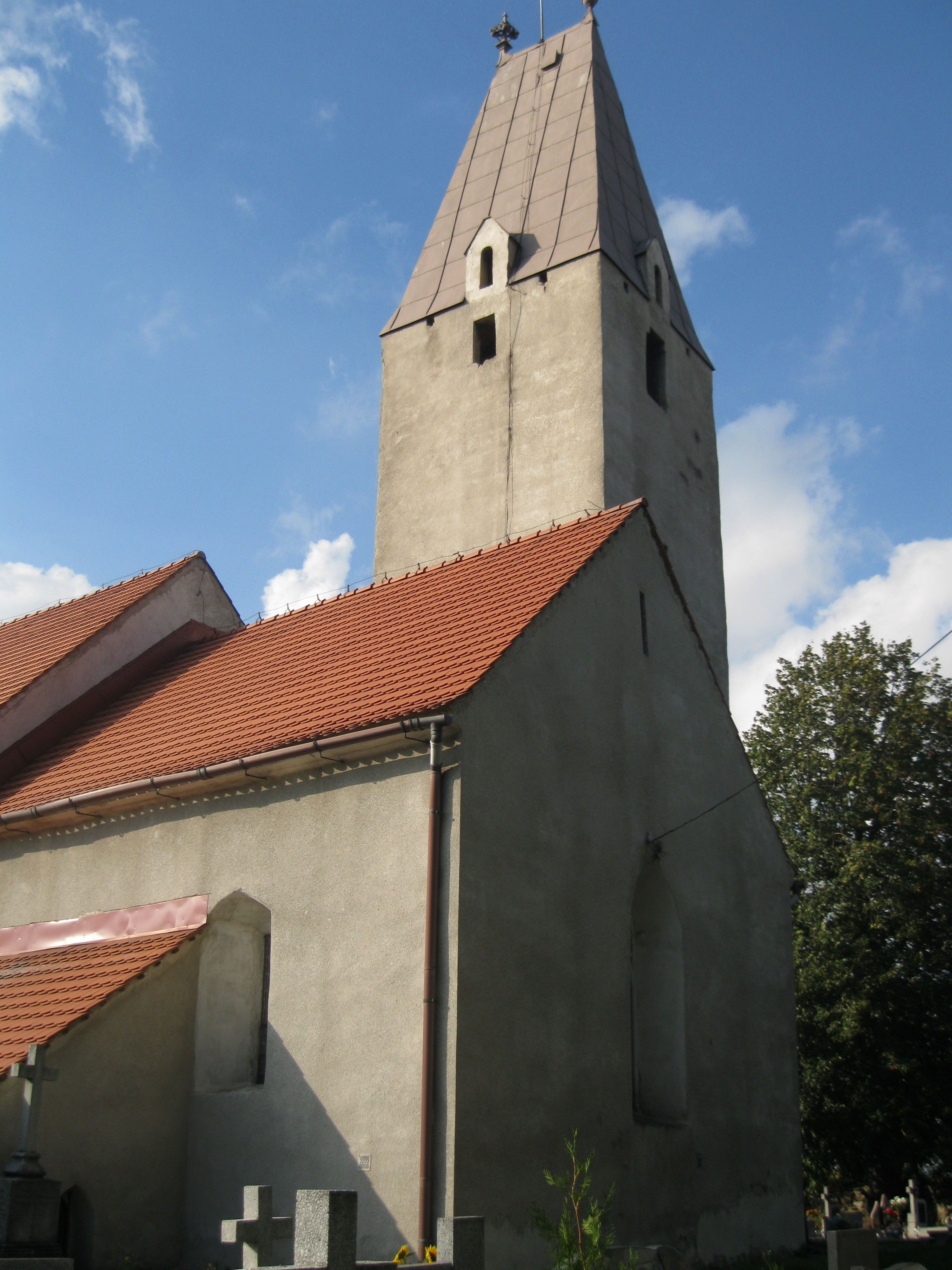
Kreuzerhöhungskirche

Peterwitz wurde vermutlich Ende des 12. Jahrhunderts am Rande der Preseka gegründet. Nach 1241 wurde es zu deutschen Recht umgesetzt und mit deutschen Bauern besiedelt, deren Äcker durch weitere Rodung und Trockenlegung von Sümpfen gewonnen wurden. Um 1260 wurde die Kirche errichtet und 1266 ein Pfarrer Gerhard erwähnt. Nach der Teilung des Herzogtums Breslau 1278 gehörte Peterwitz zum Herzogtum Schweidnitz. Mit diesem zusammen fiel es nach dem Tod des Herzogs Bolkos II. 1368 an die Krone Böhmen. 
Peterwitz war Sitz eines Rittergutes und einer Erbscholtisei, die für das Jahr 1416 als Rittersitz belegt ist. Im 15. Jahrhundert war es als ein Lehen des böhmischen Königs im Besitz der Herren von Liebenthal, denen die Herren von Logau folgten. 1469 gehörte es dem Diprand von Reibnitz, von dem es sein Sohn Niklas erbte. Georg von Reibnitz verkaufte Peterwitz 1559 den Brüdern Christoph, Jakob und Georg von Zedlitz. Ab der Mitte des 16. Jahrhunderts diente die Peterwitzer Kirche als evangelisches Gotteshaus. 1568–1594 war Jakob von Zedlitz alleiniger Besitzer. Er erbaute 1590–1599 das Renaissance-Wasserschloss und vereinte im Jahr 1600 die Rittergüter Laasan, Saarau, Peterwitz und Neudorf zu einem Majorat. 1609 war Peterwitz im Besitz des Abraham von Zedlitz, von dem es vermutlich 1622 Siegmund von Nostitz erwarb, der im Schloss Laasan residierte. Danach diente das Peterwitzer Schloss als Gutshaus für Bedienstete. Unter den Nostitz wurden die Zerstörungen des Dreißigjährigen Krieges behoben. Sie führten die Gegenreformation durch und gaben 1654 die Kirche den Katholiken zurück. Nachfolgend verlor die Kirche den Status einer Pfarrkirche und wurde Filialkirche von Puschkau.
Nach dem Ersten Schlesischen Krieg fiel Peterwitz 1742 wie fast ganz Schlesien an Preußen. 1742 errichtete Baronin Beate Abigail von Siegroth, seit 1741 Witwe nach Karl Gottlieb von Nostitz, ein evangelisches Bethaus in Peterwitz. Ein Jahr später heiratete sie den preußischen Generalfeldmarschall Wilhelm Dietrich von Buddenbrock, der nach seinem Tod 1757 in der Kirche von Peterwitz beigesetzt wurde. Nach dem Tod seiner Witwe Beate Abigail 1770 erbten Peterwitz die Grafen von Burghauß, denen 1885 die Grafen von Pfeil-Burghauß folgten. Bereits 1874 wurde der Amtsbezirk Peterwitz gebildet, der aus den Landgemeinden Neudorf, Peterwitz und Saarau sowie den zugehörigen Gutsbezirken bestand. 1880–1883 wurde eine große evangelische Kirche errichtet. 1939 lebten 1226 Einwohner in Peterwitz.
Als Folge des Zweiten Weltkriegs fiel Peterwitz 1945 zusammen mit fast ganz Schlesien an Polen und wurde in Piotrowice Świdnickie umbenannt. Die evangelische Kirche wurde dem Verfall preisgegeben und Ende der 1950er Jahre abgerissen. Die deutsche Bevölkerung wurde vertrieben. 1975–1998 gehörte Piotrowice Świdnickie zur Woiwodschaft Wałbrzych (deutsch Waldenburg). Diese wurde mit der Verwaltungsreform 1999 aufgelöst. Seither gehört Piotrowice Świdnickie zur Woiwodschaft Niederschlesien.

## Sehenswürdigkeiten
- Das um 1260 errichtete Kreuzerhöhungskirche soll die zweitälteste Dorfkirche im Schweidnitzer Land sein.
- Das Schloss Peterwitz wurde Ende des 16. Jahrhunderts von Jakob von Zedlitz im Stil der Renaissance errichtet. Nach den Zerstörungen des Dreißigjährigen Kriegs wurde es in der zweiten Hälfte des 17. Jahrhunderts wiederaufgebaut und 1799 sowie 1894 modernisiert. Nach dem Zweiten Weltkrieg wurde es dem Verfall preisgegeben und devastiert. In den 1970er Jahren erfolgten Sicherungsmaßnahmen an der Ruine.